# Buellia leptoclinoides
Buellia leptoclinoides är en lavart som först beskrevs av William Nylander och som fick sitt nu gällande namn av Julius Steiner. 
Buellia leptoclinoides ingår i släktet Buellia och familjen Physciaceae. Inga underarter finns listade i Catalogue of Life.